# Gertruda
Gertruda – imię żeńskie pochodzenia germańskiego, złożone z członu Ger-: stwniem. gēr – „włócznia z ostrym żelaznym grotem”, „oszczep”, oraz trut, od germ. thrūdi („moc, siła”) pomieszanego z drūda, stwniem. trūt, drūt („ukochany, miły”; por. Ermentruda). Można je tłumaczyć jako „silna w walce oszczepem”.
Notowana w Polsce od XIII wieku, początkowo w łacińskiej formie Gertrudis (1223 r.), a od 1251 r. jako G(i)ertruda. Imię to było dość popularne w Polsce w średniowieczu. Inne notowane w średniowieczu formy tego imienia to: Gertrud, Girtrud, Girtrudis, ze zdrobnieniami G(i)erka, G(i)eruchna, G(i)erusza, Trude (niem.), G(i)ela, Ruchna (to ostatnie może też od Rufiny). Na gruncie niemieckim skróconą formę Gertrudy może stanowić także Gerda.
Rosyjskie słowniki tłumaczą to imię dwojako: jako imię germańskie o morfologii opisanej powyżej i jako imię powstałe ze złożenia skróconych wyrazów „героиня труда” (czyt. gieroinia truda), czyli „bohaterka pracy” (por. Bohater Pracy Socjalistycznej). Jako zdrobnienia proponują formy: G(i)erta, G(i)eta, G(i)etunia, G(i)etusia, G(i)era.

## Gertrudaimieninyobchodzi
- 18 lutego, jako wspomnienie św. Gertrudy Comensoli
- 17 marca, jako wspomnienie św. Gertrudy z Nivelles
- 16 listopada, jako wspomnienie św. Gertrudy z Helfty, zw. też Gertrudą Wielką[6].

## Znane osoby noszące imię Gertruda
- Gertruda z Hackeborn – święta, założycielka klasztoru benedyktynek w Helfcie
- Gertruda Mieszkówna – córka króla Polski Mieszka II Lamberta i Rychezy; jako autorka łacińskich modlitw prozą poetycką, zapisanych w Kodeksie Gertrudy – najdawniejszy pisarz polski znany z imienia
- Gertruda – córka Bolesława III Krzywoustego i Salomei, zakonnica w Zwiefalten
- Gertruda – córka Henryka I Brodatego i Jadwigi Śląskiej, ksieni klasztoru w Trzebnicy
- Gertruda – córka Henryka II Pobożnego, żona Bolesława I mazowieckiego
- Gertruda z Meran – królowa Węgier
- Gertruda Saska – królowa Danii
- Gertruda Toskańska – arcyksiężniczka Austrii
- Gertruda Babenberg – księżna czeska, pierwsza żona Władysława II
- Gertruda Babenberg – księżniczka austriacka z dynastii Babenbergów
- Gertruda austriacka – księżna Mödling, tytularna księżna Austrii i Styrii
- Gertrude Baines – Amerykanka; w okresie od 2 stycznia do 11 września 2009 była najstarszą osobą świata o zweryfikowanej dacie urodzin
- Gertrud Bäumer – niemiecka działaczka ruchu kobiet, polityk, pisarka
- Gertrude Baumstark – rumuńska szachistka od roku 2004 reprezentująca Niemcy
- Gertrude Bell – brytyjska podróżniczka, pisarka, alpinistka, doradca polityczny i archeolog; wraz z Thomasem Edwardem Lawrence’em wywarła duży wpływ na powstanie Iraku
- Gertruda Czarnecka – polska polityk, posłanka na Sejm PRL VIII kadencji
- Gertrude Elion – amerykański lekarz farmakolog; laureatka Nagrody Nobla z dziedziny fizjologii i medycyny
- Gertrud Gabl – była austriacka narciarka alpejska, zwyciężczyni Pucharu Świata
- Gertruda von Hohenberg – królowa Niemiec
- Gertruda Kilos – polska lekkoatletka
- Gertruda z Nivelles – frankijska arystokratka z rodu Pippinidów żyjąca w VII w., ksieni klasztoru benedyktyńskiego, święta Kościoła katolickiego
- Gertruda Orlacz – polska polityk, posłanka na Sejm PRL IX kadencji
- Gertruda z Komorowskich Potocka – pierwsza żona Stanisława Szczęsnego Potockiego
- Gertrude Pritzi – była austriacka tenisistka stołowa, pięciokrotna mistrzyni świata
- Gertrud Scholtz-Klink – przywódczyni nazistowskiej organizacji kobiecej w III Rzeszy
- Gertruda von Sulzbach – królowa Niemiec
- Gertrude Stein – amerykańska pisarka, poetka i feministka
- Gertruda Szalsza – polska aktorka teatralna i filmowa
- Gertruda Szumska – polska polityk, nauczycielka matematyki, posłanka na Sejm IV kadencji
- Gertruda Uścińska – prezes ZUS w latach 2016–2024
- Gertrude Vanderbilt Whitney (1875–1942) – amerykańska rzeźbiarka, mecenas i kolekcjonerka sztuki, założycielka w 1930 roku muzeum swego imienia